# Kampung Koh

s
Kampung Koh – miasto w Malezji w stanie Perak. W 2000 roku liczyło 27 329 mieszkańców.